# تالالایفکا
تالالایفکا (انگلیسی: Talalayevka) یک شهرک در شهرستان استرلیتاماکسکی استان باشقیرستان کشور روسیه است.